# Eskimo (album)
Pour les articles homonymes, voir Eskimo.
Albums de The Residents
Not Available
(1978) The Commercial Album
(1980)
Eskimo est un album des Residents sorti en 1979. Ses chansons se composent essentiellement d'effets sonores divers, parfois joués sur des instruments faits maison, et de charabia prétendument inuit. Au moment de sa sortie, il est présenté comme un album-concept sur la vie des Inuits, mais il s'agit plutôt d'une critique de la façon dont la civilisation occidentale étouffe les autres cultures : ainsi, les chants pseudo-inuits de The Festival of Death sont en réalité des publicités déformées pour diverses marques comme Coca-Cola.

## Titres
1. The Walrus Hunt – 4:01
2. Birth – 4:33
3. Arctic Hysteria – 5:57
4. The Angry Angakok – 5:20
5. A Spirit Steals a Child – 8:44
6. The Festival of Death – 10:26

## Musiciens
- The Residents
- Snakefinger : guitare
- Chris Cutler : percussions
- Don Preston : claviers